# Clytocera chionospila
Clytocera chionospila là một loài bọ cánh cứng trong họ Cerambycidae.